# Ahmaad Rorie
Ahmaad Rorie (Tacoma, 15 settembre 1995) è un cestista statunitense.

## Palmarès
- Campionato bulgaro: 1

Balkan Botevgrad: 2021-2022